# Vårsta
Vårsta ist eine Ortschaft (tätort) in der Gemeinde Botkyrka der schwedischen Provinz Stockholms län sowie der historischen Provinz Södermanland. Die Siedlung liegt nördlich des Sees Malmsjön und hat knapp 2500 Einwohner (2015).
Vårsta entstand ab den 1950er-Jahren als dezentraler Ort mit Einfamilienhäusern. Im Laufe der Jahre kamen mehrere Reihenhaussiedlungen und Mehrfamilienhäuser hinzu. Weiterhin wurde ein Versorgungszentrum mit Supermarkt, verschiedenen Restaurants und anderem Kleingewerbe errichtet. Die Ortschaft besitzt eine moderne Holzkirche und eine Schule für die Grund-, Mittel- und Oberstufe. Einige Schüler der Oberstufe pendeln ins nahe gelegene Tumba.
Über Buslinien ist Vårsta mit den Ortschaften Nynäshamn, Södertälje und Tumba verbunden.

## Einwohnerentwicklung
| Jahr | Einwohner |
| ---- | --------- |
| 1960 | 532       |
| 1965 | 1022      |
| 1970 | 1819      |
| 1975 | 2289      |
| 1980 | 2169      |
| 1990 | 2324      |
| 1995 | 2249      |
| 2000 | 2237      |
| 2005 | 2353      |
| 2010 | 2396      |
| 2015 | 2470      |

Quelle: Statistiska centralbyrån